# Hallertau
Hallertau eller Holledau er et landskab i Bayern i Tyskland. Det ligger mellem byerne Ingolstadt, Kelheim, Landshut, Moosburg, Freising og Schrobenhausen. Med 178 km² er det det største humleproducerende område i verden. 
Hallertau strækker sig over de bayerske Regierungsbezirke Ober- og Niederbayern og består af dele af landkreisene Pfaffenhofen, Freising, Kelheim, Landshut og Eichstätt. Det samlede areal af Hallertau er cirka 2.400 km², og strækker sig op til 65 km i øst-vestlig retning, og op til 50 km i nord-sydlig retning. I syd afgrænses Hallertau af floderne Amper og Isar, i nord af Donau. Bifloderne til Donau, (fra højre) Paar, Ilm, Abens samt både Große Laber og Kleine Laber løber gennem området. 